# Kommunal- og amtsrådsvalg 1978
Det danske kommunal- og regionsrådsvalg 1978 blev afholdt den 7. marts 1978.
Idet der ikke mellem kommunalvalgene i 1974 og 1978 blev foretaget ændringer af den kommunale og amtskommunale inddeling, valgtes der medlemmer af 275 kommunalbestyrelser/byråd og 14 amtsråd.
Antallet af vælgere til valgene var 5.099.217.

## Resultat
Stemmerne ved kommunalvalget fordelte sig således på landsplan:
| Parti                        | Stemmeandel |
| ---------------------------- | ----------- |
| Socialdemokraterne           | 37,3 %      |
| Venstre                      | 15,6 %      |
| Konservative                 | 13,6 %      |
| Socialistisk Folkeparti      | 3,1 %       |
| Det Radikale Venstre         | 4,5 %       |
| Retsforbundet E              | 2,7 %       |
| Slesvigsk Parti S            | 0,1 %       |
| Danmarks Kommunistiske Parti | 3,3 %       |
| Centrum-Demokraterne         | 1,2 %       |
| Pensionist-Partiet P         | 0,1 %       |
| Fremskridtspartiet           | 8,1 %       |
| Venstresocialisterne Y       | 2,0 %       |
| Øvrige                       | 8,7 %       |

Stemmeprocenten blev 73,2 % ved valget til kommunalbestyrelserne og 74,6 % ved valget til amtsrådene.